# Архиепархия Эстергома-Будапешта
Архиепархия Эстергома-Будапешта (венг. Esztergom-Budapesti Főegyházmegye, лат. Archidioecesis Strigoniensis-Budapestinensis) — католическая архиепархия латинского обряда в Венгрии. Центральная и исторически важнейшая епархия страны. Глава архиепархии Эстергома исторически носит титул примаса Венгрии.

## История

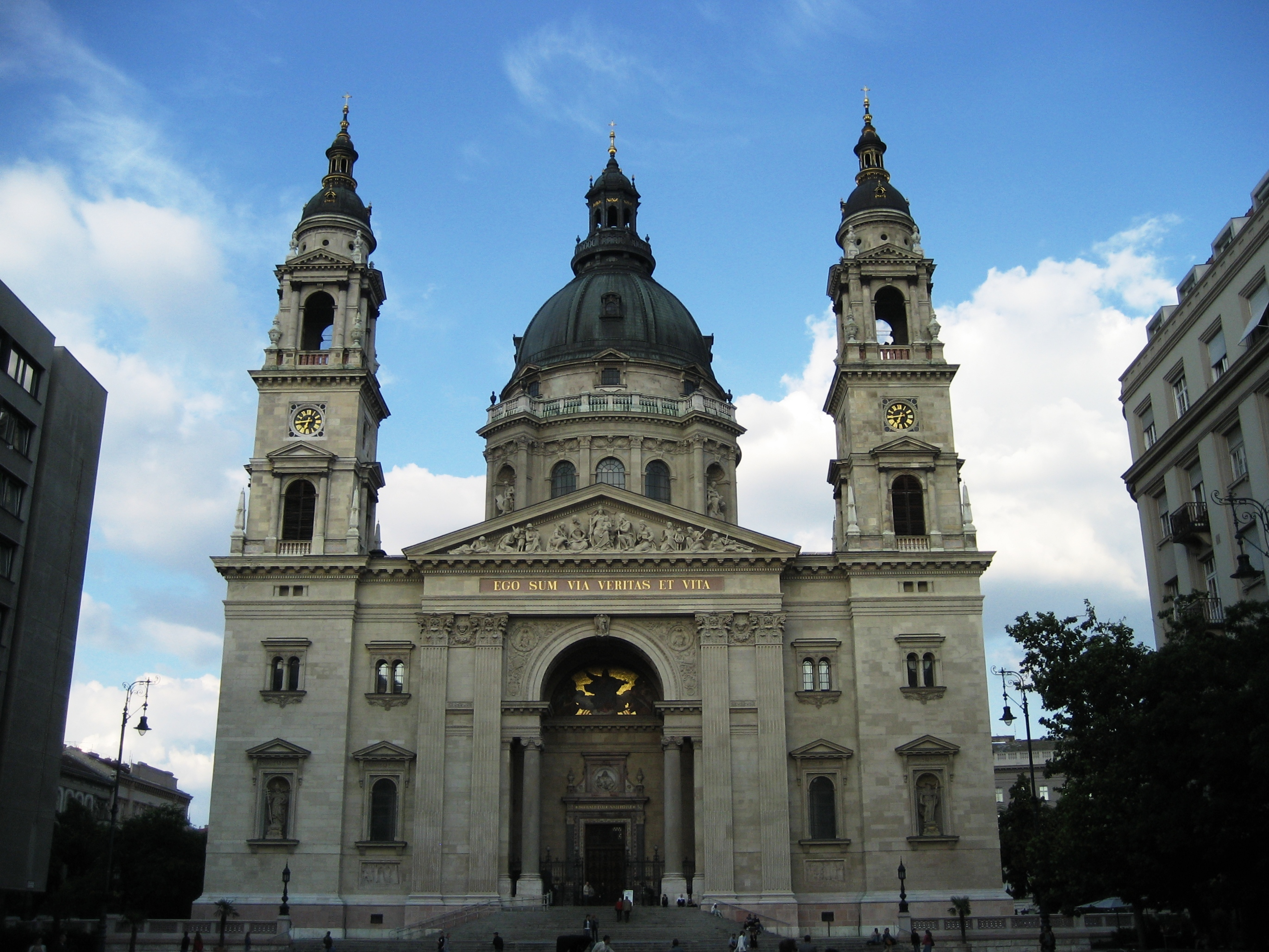
Базилика Святого Иштвана, сокафедральный собор архиепархии

Архиепархия в Эстергоме была создана около 1000 года королём Иштваном Святым в период христианизации Венгрии. С этого момента и до настоящего времени Эстергом считается духовным центром страны. Архиепископ Эстергома в средневековый период был известен как архиепископ Грана (Гран — немецкое название Эстергома) и обладал значительной духовной и светской властью. С XV века гранские епископы носят статус примаса Венгрии. С 1715 года они являлись князьями Священной Римской империи и великими канцлерами венгерского королевства.
В 1543 году Эстергом был взят турками, между 1543 и 1683 годами город был частью Османской империи, а резиденция эстергомского архиепископа была перенесена в Братиславу, где были выстроены здания резиденции и летний дворец архиепископов, а затем в Трнаву. Несмотря на то, что город был освобождён от турок в 1683 году, резиденция епископа продолжала пребывать в Трнаве до 1820 года, когда была возвращена в Эстергом. В 1869 году закончено строительство базилики Святого Адальберта, ставшей самым большим храмом Венгрии.
После окончания первой мировой войны, когда Венгрия потеряла значительную часть своей территории, земли эстергомского епископства, отошедшие к Чехословакии, были переданы апостольской администратуре Трнавы (впоследствии архиепархия Трнавы). С 1945 года архиепископом Эстергома был Йожеф Миндсенти. После подавления Венгерского восстания 1956 года исполнял свои обязанности формально, поскольку в период 1956—1971 годов находился на территории американского посольства в Будапеште, а затем в эмиграции в Вене. 6 февраля 1974 года Йожеф Миндсенти объявил о своём уходе с поста архиепископа Эстергома, однако преемник не был назначен, кафедра была объявлена вакантной. Лишь после смерти кардинала Миндсенти 6 мая 1975 года папа назначил на эстергомскую кафедру архиепископа Ласло Лекаи.

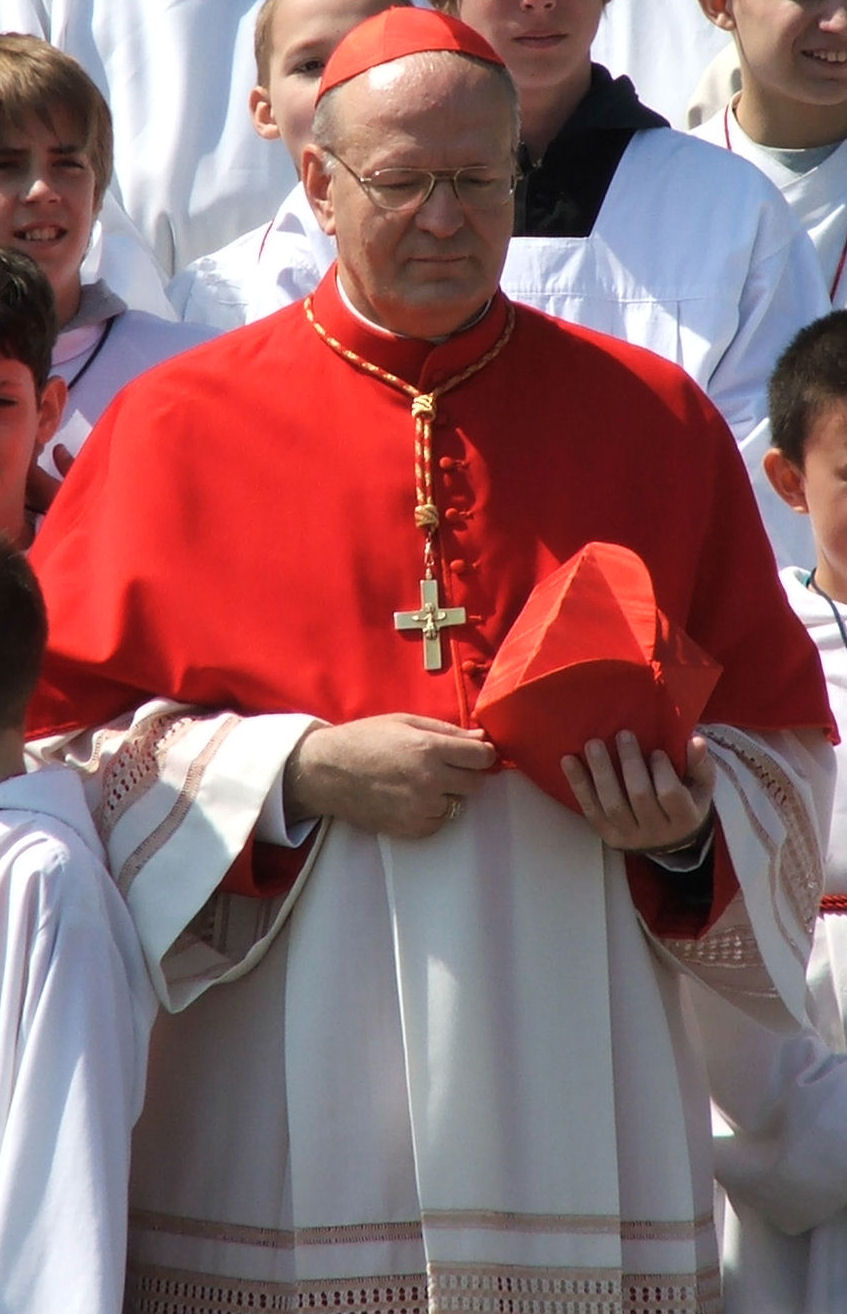
Примас Венгрии Петер Эрдё

31 мая 1993 года архиепархия Эстергома была переименована в архиепархию Эстергома-Будапешта.

## Современное состояние
По данным на 2006 год в архиепархии насчитывалось 1 264 867 католика (60,2 % населения), 398 священников и 152 прихода. Кафедральным собором епархии является базилика Святого Адальберта в городе Эстергом. Сокафедральный собор — базилика Святого Иштвана в Будапеште. С 2002 года архиепархию возглавляет кардинал Петер Эрдё, имеющий в подчинении 4 вспомогательных епископа.
Архиепархия Эстергома — Будапешта является митрополией, ей подчинены две епархии латинского обряда — епархии Дьёра, и Секешфехервара. Ранее суффраганной по отношению к архиепархии Эстергома — Будапешта также являлась Хайдудорогская епархия Венгерской грекокатолической церкви, преобразованная в 2015 году в архиепархию-митрополию.

## Архиепископы
Ряд видных людей в различное время занимали пост эстергомского архиепископа. Среди них Тамаш Бакоц (1497—1521), Антун Вранчич (1569—1573), писатель и дипломат и Петер Пазмань (1616—1637), философ и оратор.
- Домонкош I † (1000 — 1002);
- Шебештьен † (1002 — 1007);
- Святой Астрик, O.S.B. † (1007 — 1036);
- Домонкош II † (до 1037 — 1046);
- Бенедек I † (1046 — после 1055);
- Дежё I Дершфи † (1067 — 1075);
- Неемиаш † (1075 — 1077, до смерти);
- Дежё II † (1078 — 1084 или 1085, до смерти);
- Эша † (1085 — ?);
- Иштван † (1093 — ?);
- Серафин † (1095 — 1104, до смерти);
- Лёринц † (1105 — 1118, до смерти);
- Марселл (около 1119 — после 1124);
- Фелициан † (1127 — 1139, до смерти);
- Мокар † (1142);
- Кёкеньеш † (около 1146);
- Мартирий † (1151 — 27 апреля 1161, до смерти);
- Лукач Банфи † (1161 — 1181, до смерти);
- Миклош I † (1181 — 1183);
- Иоб Тудош † (1185 — 1204, до смерти);
- Угрин Чак † (1204, до смерти);
  - Бар-Колан Колан † (1204 — 1205, избран, но не утверждён Папой);
- Янош Мераниаи † (6 октября 1205 — 1223, до смерти);
- Тамаш I † (1224, до смерти);
- Роберт † (13 марта 1226 — 1238, до смерти);
- Матьяш Ратот † (6 марта 1240 — 1241, до смерти);
- кардинал Иштван Банча † (7 июля 1243 — декабрь 1251 — назначен кардиналом-епископом Палестрины);
  - кардинал Иштван Банча † (31 декабря 1252 — 7 июня 1253, во второй раз, апостольский администратор, в отставке);
- Бенедек II † (25 февраля 1254 — 1260);
- Фюлёп Сенгроти † (11 января 1262 — около 1273, до смерти);
  - Бенедек III † (1274 — 1276, только в номинации капитула);
  - Миклош II † (1277 — 1278, не подтверждён);
- Лодомер Важонь (или Моносло?) † (1 июня 1279 — 1297, до смерти);
- Гергель Бичкеи † (28 января 1299 — 11 октября 1303, до смерти);
- Михай Бёй † (4 ноября 1303 — около 1304, до смерти);
- Тамаш II † (31 января 1306 — около 1321, до смерти);
- Болеслав Тошецкий † (2 октября 1321 — около 1328, до смерти);
  - Миклош Дерёгди † (около 1329 — 1330, избранный епископ, освобожден от должности);
- Чанад Телегди † (17 сентября 1330 — 1349, до смерти);
- Миклош III Вашари (11 января 1350 — 1358, до смерти);
- Миклош IV Кесей † (8 октября 1358 — июнь 1366, до смерти);
- Тамаш III Телегди † (10 февраля 1367 — 1375, до смерти);
- Янош де Шурди † (23 января 1376 — 1378);
- кардинал Дёмётёр Вашкути † (1378 — 11 января 1381 назначен апостольским администратором);
  - кардинал Дёмётёр Вашкути † (11 января 1381 — 20 февраля 1387, во второй раз, апостольский администратор, до смерти);
- Янош Канижай (25 октября 1387 — 30 мая 1418, до смерти);
  - Георг фон Гогенлоэ † (22 декабря 1418 — 8 августа 1423, апостольский администратор, до смерти);
  - Янош Боршниц † (27 марта 1420 — 1423, до смерти);
- Дьёрдь Палоци † (10 ноября 1423 — 1439, до смерти);
- кардинал Денеш Сечи † (15 февраля 1440 — 1 февраля 1465, до смерти);
- кардинал Янош Витез † (11 мая 1465 — 11 августа 1472, до смерти);
- Иоганн Бекеншлагер † (15 марта 1474 — 20 декабря 1484 — назначен архиепископом Зальцбурга);
  - Джованни д'Арагона † (20 декабря 1484 — 17 октября 1485, апостольский администратор, до смерти);
- кардинал Ипполито I д’Эсте † (21 мая 1487 — 20 декабря 1497 — назначен архиепископом Эгера);
- кардинал Тамаш Бакоц † (20 декабря 1497 — 15 июня 1521, до смерти);
- Дьёрдь Сатмари † (18 мая 1523 — 7 апреля 1524, до смерти);
- Ласло Салкаи † (6 мая 1524 — 29 августа 1526, до смерти);
- Пал Вардаи (1526 — 12 октября 1549, до смерти);
- кардинал Дьёрдь Мартинуцци, O.S.P.P.E. † (? 1551 — 17 декабря 1551, до смерти);
- Миклош Олах † (3 августа 1554 — 14 января 1568, до смерти);
- кардинал Антал Веранчич † (27 сентября 1570 — 15 июня 1573, до смерти);
  - Миклош V Телегди † (1580 — 22 апреля 1586, апостольский администратор, до смерти);
  - вакансия (1586 — 1596);
- Иштван Фейеркови (7 июня — 20 ноября 1596, до смерти);
- Янош Куташи † (4 июня 1599 — 16 ноября 1601, до смерти);
  - Иштван Сухай † (1601 — 1607, апостольский администратор);
- кардинал Ференц Форгач (5 ноября 1607 — 16 октября 1615, до смерти);
- кардинал Петер Пазмань, S.J. † (28 ноября 1616 — 19 марта 1637, до смерти);
- Имре Лоши (16 ноября 1637 — 9 февраля 1642, до смерти);
  - вакансия (1642 — 1645);
- Дьёрдь Липпай Зомбори † (4 декабря 1645 — 3 января 1666, до смерти);
- Дьёрдь Селепченьи (Юрай Погронец-Слепчанский) † (22 августа 1667 — 10 или 11 января 1685, до смерти);
- Дьёрдь Сеченьи † (2 сентября 1686 — 18 февраля 1695, до смерти);
- кардинал Леопольд Карл фон Коллонич † (22 августа 1695 — 20 января 1707, до смерти);
- кардинал Кристиан Август Саксен-Цейцский † (20 января 1707 — 23 августа 1725, до смерти);
  - вакансия (1725 — 1727);
- Имре Эстерхази, O.S.P.P.E. † (17 марта 1727 — 6 декабря 1745, до смерти);
  - вакансия (1745 — 1751);
- Миклош VI Чаки † (15 ноября 1751 — 31 мая 1757, до смерти);
  - вакансия (1757 — 1761);
- Ференц Баркоци † (13 июля 1761 — 18 июня 1765, до смерти);
  - вакансия (1765 — 1776);
- кардинал Йожеф Баттьяни † (20 мая 1776 — 23 октября 1799, до смерти);
  - вакансия (1799 — 1808);
- Карл Австрийский-Эсте † (16 марта 1808 — 2 сентября 1809, до смерти);
  - вакансия (1809 — 1819);

После возвращения кафедры из Трнавы в Эстергом в 1820 году архиепископами Эстергома последовательно были:
- кардинал Шандор Руднаи † (17 декабря 1819 — 13 сентября 1831, до смерти), инициатор строительства базилики Святого Адальберта, поддерживал словацкое национальное возрождение;
  - вакансия (1831 — 1838);
- Йожеф Копачи † (15 декабря 1838 — 18 сентября 1847, до смерти);
  - Янош Хам † (1848 — 1849, был назначен архиепископом, но не занял свой пост);
- кардинал Янош Щитовский † (28 сентября 1849 — 19 октября 1866, до смерти);
- кардинал Янош Шимор † (22 февраля 1867 — 23 января 1891, до смерти);
- кардинал Колош Ференц Васари, O.S.B. † (13 декабря 1891 — 12 ноября 1913, в отставке);
- кардинал Янош Чернох † (13 декабря 1912 — 25 июля 1927, до смерти);
- кардинал Дьёрдь Шереди, O.S.B. † (30 ноября 1927 — 29 марта 1945, до смерти);
- кардинал Йожеф Миндсенти † (2 октября 1945 — 18 декабря 1973, в отставке), участник Венгерского восстания 1956 года;
- кардинал Ласло Лекаи † (12 февраля 1976 — 30 июня 1986, до смерти);
- кардинал Ласло Пашкаи, О.Ф.М. † (3 марта 1987 — 7 декабря 2002, в отставке);
- кардинал Петер Эрдё (7 декабря 2002 — по настоящее время).